# Showdown in Little Tokyo
Showdown in Little Tokyo ist ein US-amerikanischer Actionfilm mit Dolph Lundgren und Brandon Lee in den Hauptrollen zweier Polizisten in Los Angeles.

## Handlung
Im Stadtteil „Little Tokyo“ in Los Angeles regiert die Yakuza mit brutaler Gewalt. Drogenhandel, Prostitution und Schutzgelderpressung sind dort an der Tagesordnung. Der in Japan aufgewachsene Cop Chris Kenner stellt sich der Mafiaorganisation und deren Boss Yoshida entgegen. Unterstützt wird er dabei von seinem neuen Partner, dem jungen Cop Johnny Murata. Für Kenner ist der Kampf gegen Yoshida auch eine persönliche Angelegenheit, denn Yoshida ermordete einst Kenners Eltern, als dieser noch ein kleiner Junge war. Zusammen mit seinem Partner Johnny hebt Kenner die gesamte Organisation aus und kann Yoshida in die Knie zwingen.

## Kritiken
Kevin Thomas meinte in der Los Angeles Times vom 26. August 1991, der Film sollte Actionfans zufriedenstellen.
Vincent Canby bezeichnete den Film in der New York Times vom 22. September 1991 als „gewalttätig, aber geistlos“.
Das Lexikon des internationalen Films schrieb, der Film sei ein „sehr grausamer, aufwendig inszenierter Actionfilm, in dem Gewalt und Selbstjustiz zum sportlichen Abenteuer werden“.

## Sonstiges
- Es war die erste Hauptrolle von Brandon Lee in einem US-amerikanischen Film.
- Für die Nacktszene von Tia Carrere wurde ein Körperdouble verwendet.
- Die deutsche FSK-18-Videofassung war um gut 20 Sekunden gekürzt. Die DVD-Fassung ist ungekürzt. Der Film ist bei Warner Bros. erschienen.[5]
- Ende September 2017 wurde die Indizierung des Films in Deutschland aufgehoben.[6]
- 2024 erschien der Film in Deutschland ungeschnitten auf Blu-ray.